# Pogorzelec (gromada w powiecie sejneńskim)
Pogorzelec – dawna gromada, czyli najmniejsza jednostka podziału terytorialnego Polskiej Rzeczypospolitej Ludowej w latach 1954–1972.
Gromady, z gromadzkimi radami narodowymi (GRN) jako organami władzy najniższego stopnia na wsi, funkcjonowały od reformy reorganizującej administrację wiejską przeprowadzonej jesienią 1954 do momentu ich zniesienia z dniem 1 stycznia 1973, tym samym wypierając organizację gminną w latach 1954–1972.
Gromadę Pogorzelec z siedzibą GRN w Pogorzelcu utworzono – jako jedną z 8759 gromad – w powiecie suwalskim w woj. białostockim, na mocy uchwały nr 23/V WRN w Białymstoku z dnia 4 października 1954. W skład jednostki weszły obszary dotychczasowych gromad Pogorzelec, Białogóry, Jeziorki, Krasne, Studziany Las, Wysoki Most i Wierśnie ze zniesionej gminy Giby oraz Głuszyn i Karolin ze zniesionej gminy Krasnopol w tymże powiecie. Dla gromady ustalono 11 członków gromadzkiej rady narodowej.
1 stycznia 1956 roku gromadę włączono do reaktywowanego powiatu sejneńskiego.
Gromadę Pogorzelec zniesiono 1 stycznia 1972, a jej obszar włączono do gromad Maćkowa Ruda (wsie Jeziorki, Karolin, Pogorzelec i Wysoki Most), Głęboki Bród (wieś Studzianny Las), Krasnopol (wieś Głuszyn) i Giby (wsie Białogóry, Krasne i Wierśnie).